# هورفجال
هورفجال (به لاتین: Hverfjall) یک کوه و دهانه آتشفشانی در ایسلند است که در Skútustaðahreppur واقع شده‌است. هورفجال ۴۲۰ متر بالاتر از سطح دریا واقع شده‌است.